# Ballistic Missile Defense Organization
Ballistic Missile Defense Organization (BMDO) je státní agentura Spojených států amerických. Původně se jmenovala SDIO – Strategic Defense Initiative Organization, než ji roku 1993 Bill Clinton přejmenoval a současně zúžil záběr jejího pokrytí. V roce 1998 bylo pokrytí této agentury opět operativně rozšířeno na rozsah národní raketové obrany na návrh Williama Cohena z důvodů obav před možnými útoky ze Severní Koreje, vypuštěním raket z Ruska či Číny, se současným vyčleněním nákladů o výši 6,6 mld. dolarů. BMDO bylo na začátku roku 2002 přejmenováno na MDA – Missile Defence Agency (Agentura raketové obrany).
BMDO se více dostalo do veřejného povědomí v roce 1994, kdy ve spolupráci s NASA vypustila vesmírnou sondu Clementine na Měsíc. BMDO zajímalo primárně testování nového satelitu „v terénu“ a průzkumné technologie obsažené v Clementine; technologie, které jí umožnily ledové kapsy na jižním pólu Měsíce.